# Sophie Divry
Sophie Divry (Montpellier, 1979) es una activista, periodista y escritora francesa.

## Trayectoria
Activista de los movimientos feministas, ha ejercido el periodismo en publicaciones como La Décroissance y Le Monde Diplomatique. En sus cuatro novelas, Dirvy ha sometido a crítica diferentes aspectos de la sociedad del momento: explora la soledad en Signatura 400 (Blackie Books, 2011), las creencias religiosas en Journal d’un recommencement (Noir sur blanc, 2013), la insatisfacción cotidiana en La condition pavillonnaire (Noir sur blanc, 2014), y el malestar de una juventud francesa, formada y desarraigada en Cuando el diabló salió del baño (Malpaso, 2016). Es reconocida como una de las novelistas destacadas de la nueva hornada de narradores franceses y con La conditión pavillonaire quedó finalista para el Premio literario de Le Monde, que ganó Emmanuel Carrère con Le Royaume.